# Porsche Taycan
Porsche Taycan (внутреннее обозначение Porsche Mission E) — полностью электрический 4-дверный cедан, разработанное компанией Porsche. Концепт-кар впервые был показан на Международном автомобильном салоне во Франкфурте в 2015 году. Это первый полноценный электромобиль Porsche, за исключением исторических моделей наподобие Porsche P1 и Lohner-Porsche, разработанные Фердинандом Порше. По заявлению председателя Porsche Оливера Блума (англ. Oliver Blume) журналу CAR Magazine, сделанному в сентябре 2017 года, автомобили проекта Mission E будут «стоить как и Panamera начального уровня», цена которых начинается от 85 000 долларов США. В то же время издание «Авторевю» делает оценку стоимости около 200 тыс евро. Электромобиль планируется к продаже в нескольких вариантах с различными характеристиками подобно другим моделям Porsche. Также эта модель в будущем может стать базой, на основе которой будет формироваться модельный ряд платформы Mission E.
В июне 2018 года на церемонии «70 лет спортивным автомобилям» (англ. 70 years of sports cars), устроенной Porsche, объявили, что серийный автомобиль проекта Mission E будет называться Porsche Taycan, что переводится с турецкого языка как «быстрый молодой конь»; это отсылка к жеребцу на фоне герба Штутгарта с эмблемы Porsche.
Автомобиль построен на новой платформе J1 совместно с Audi e-tron GT.

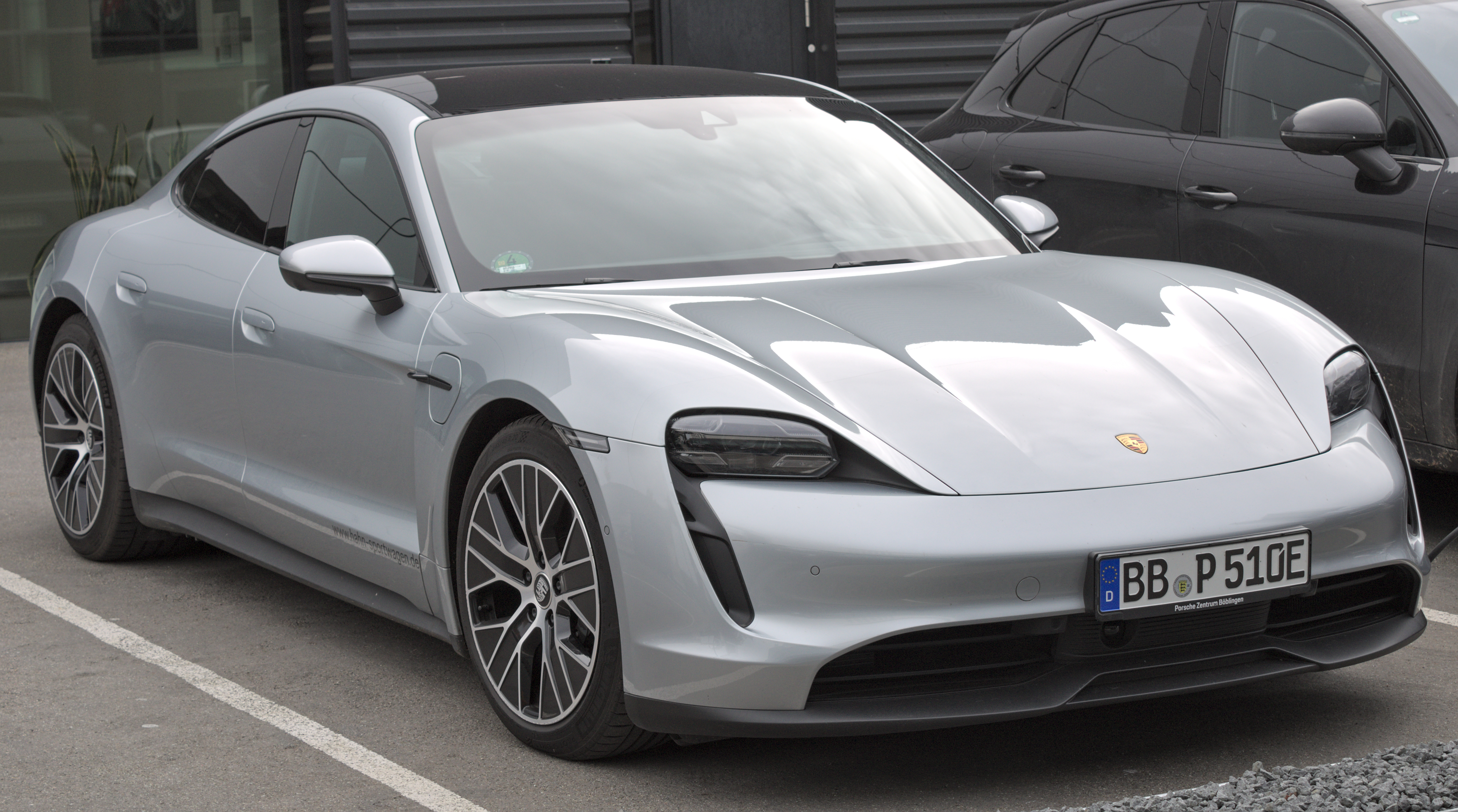
Porsche Taycan 4S
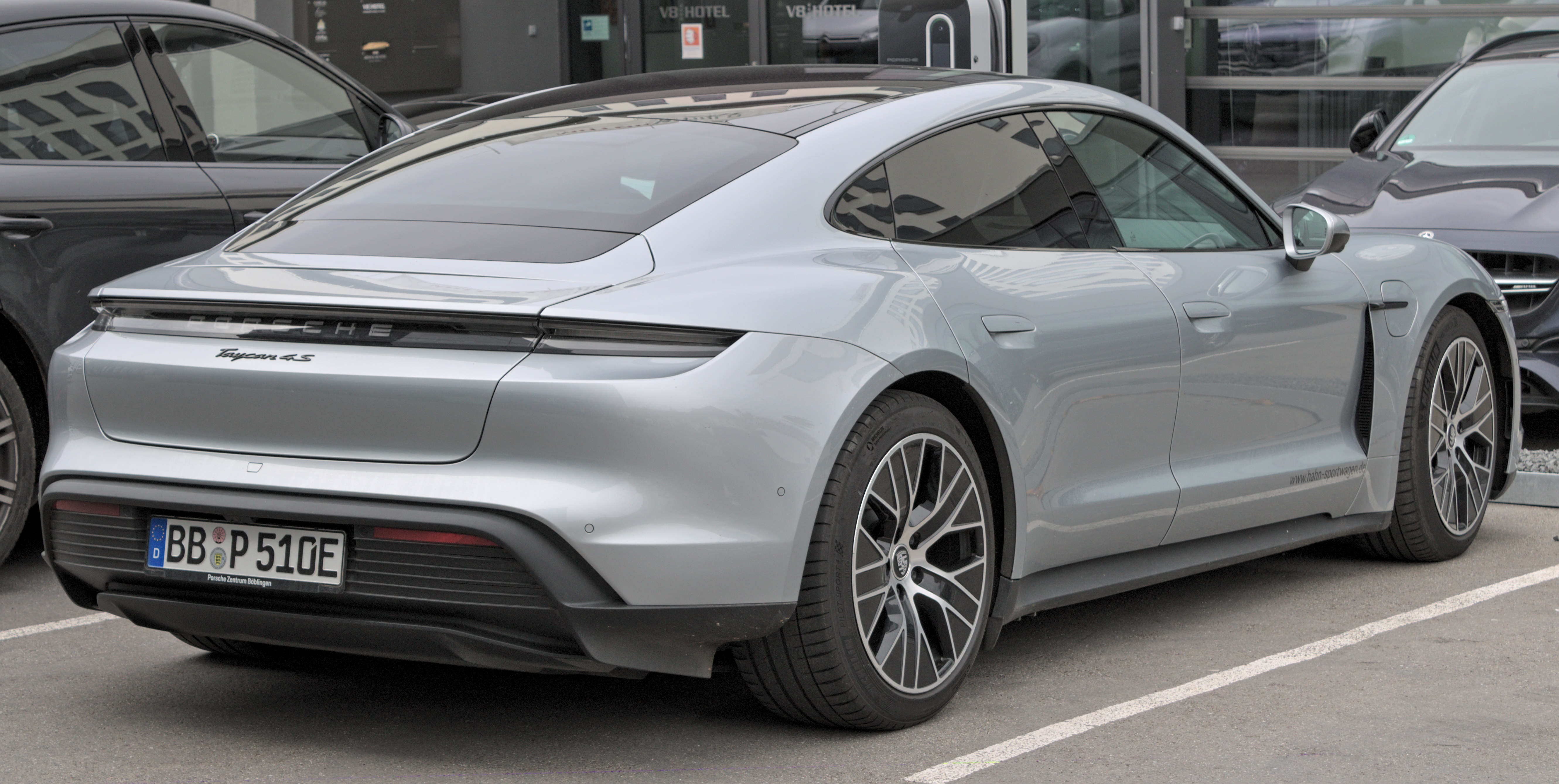
Porsche Taycan 4S, вид сзади
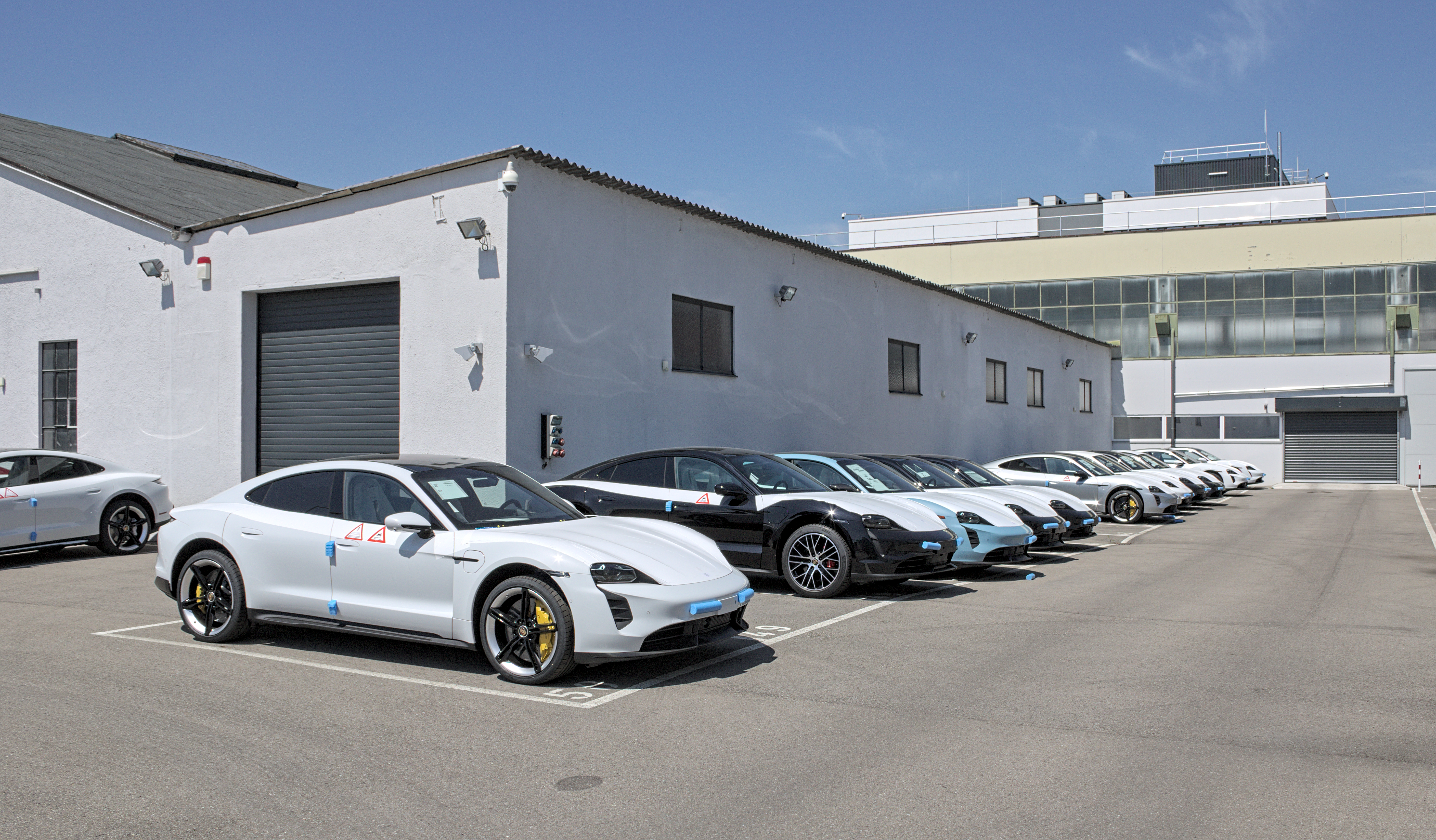
Porsche Taycan на заводе в Штутгарте